# Sole e Luna
Sole e Luna è il settimo singolo di Giorgio Vanni, pubblicato il 21 luglio 2017.

## La canzone
Scritto da Alessandra Valeri Manera e Alessia Spera su musica di Max Longhi e Giorgio Vanni, Sole e Luna è un brano dedicato, ancora una volta, alla serie Pokémon.
Dopo più di dieci anni dal brano Pokémon Diamante e Perla, l'artista ritorna a scrivere per la serie animata, componendo un brano in stile pop-reggaeton grazie anche alla presenza dell'artista cubano Dago Hernandez.
Il brano è stato presentato per la prima volta sulla web radio RadioAnimati il 20 luglio 2017 in una speciale trasmissione dedicata all'artista.

## Tracce
Download digitale
Testi di Alessandra Valeri Manera e Alessia Spera, musiche di Giorgio Vanni e Max Longhi.
1. Giorgio Vanni e Dago Hernandez – Sole e Luna – 3:50

## Video musicale
Girato vicino a Milano, il video si alterna con scene di una festa in piscina dove poco prima l'artista era intento a giocare a un gioco Pokémon per Game Boy Color. Nel video sono presenti vari personaggi legati alla community italiana del brand e anche cosplayer.

## Musicisti
- Giorgio Vanni – Voce, guitalele, cori
- Dago Hernandez – Voce
- Max Longhi – Tastiera, programmazione, cori

## Collaboratori
- Diego Tartaglia – Montaggio video
- Lorenzo Lucchini – Direzione
- Sofia Ganoza – Responsabile della produzione
- Chiara Borracino – Aiuto regista
- Veronica Bonfanti – Make up e hairstaling
- Daniele Madio – Grafica copertina